# Marina Alabau
Marina Alabau Neira née le 31 août 1985 à Séville en Espagne, est une véliplanchiste espagnole. Elle a remporté la médaille d'or lors des Jeux olympiques d'été de 2012 dans l'épreuve du RS:X.

## Palmarès

### Jeux olympiques
- Médaille d'or en RS:X aux jeux olympiques de 2012.

### Championnats du monde
- Vice-championne du monde en 2006 à Nago-Torbole ( Italie)
- Troisième mondiale en 2008 à Auckland ( Nouvelle-Zélande)
- Championne du monde en 2009 à Weymouth ( Angleterre)
- Troisième mondiale en 2011 à Perth ( Australie)

### Championnat d'Europe
- Championne d'Europe en 2007 à Limassol ( Chypre)
- Championne d'Europe en 2008 à Brest ( France)
- Championne d'Europe en 2009 à Tel-Aviv ( Israël)
- Championne d'Europe en 2010 à Sopot ( Pologne)
- Championne d'Europe en 2012 à Madère ( Portugal)